# 타이닌
타이닌(베트남어: Thái Ninh / 太寧 태녕 / 1072년 1월 ~ 1076년 4월)은 베트남 리 왕조(李朝) 인종(仁宗) 리깐득(李乾德)의 첫번째 연호이다. 《기원편》(紀元編)에서는 타이닌(베트남어: Thái Ninh / 泰寧 태녕)으로도 적혀 있다.

## 개원
- 턴부(神武) 4년 1월 10일[1](1072년 2월 1일)에 연호를 타이닌(太寧)으로 개원함.[2][3][4][5]

- 타이닌(太寧) 5년(1076년) 4월에 연호를 아인부찌에우탕(英武昭勝)으로 개원함.[2][3][6]

## 연대 대조표
| 타이닌     | 원년       | 2년        | 3년        | 4년        | 5년        |
| 서기(西紀) | 1072년     | 1073년     | 1074년     | 1075년     | 1076년     |
| 간지(干支) | 임자(壬子) | 계축(癸丑) | 갑인(甲寅) | 을묘(乙卯) | 병진(丙辰) |

## 동시대 연호

### 중국
북송(北宋)
- 희녕(熙寧) (1068년 ~ 1077년)

요(遼)
- 함옹(咸雍) (1065년 ~ 1074년)
- 대강(大康) (1075년 ~ 1084년)

대리국(大理國)
- 정덕(正德) (1062년 ~ 1073년)
- 보덕(保德) (1074년 ~ 1075년)
- 상덕(上德) (1076년)

서하(西夏)
- 천사예성국경(天賜禮盛國慶) (1069년 ~ 1074년)
- 대안(大安) (1075년 ~ 1085년)

### 일본
- 엔큐(延久) (1069년 ~ 1074년)
- 조호(承保) (1074년 ~ 1077년)